# Bozo il clown
Bozo il clown è un personaggio immaginario molto famoso negli Stati Uniti, soprattutto negli anni sessanta e settanta, dove ha condotto per varie stagioni trasmissioni televisive per bambini originando un vasto franchising.

## Storia
Originariamente creato nel 1946 da Alan W. Livingston per un audio-libro di fiabe per bambini, il personaggio venne interpretato all'inizio da Pinto Colvig. Il clown divenne molto famoso durante gli anni quaranta e divenne anche la mascotte della casa discografica Capitol Records. L'esordio in televisione avvenne nel 1949. Quando i diritti sul personaggio di Bozo furono acquistati dall'attore Larry Harmon nel 1956, il personaggio divenne ancora più popolare grazie a diverse operazioni di marketing e la produzione di serie animate a lui dedicate e di diversi show da lui condotti come il Bozo's Big Top (1966), il Bozo's Circus (1960), trasmessi prima localmente, poi a livello nazionale, ed infine anche via satellite dal 1978.
Gli show televisivi di Bozo sono stati prodotti anche altri Paesi al di fuori degli Stati Uniti, come il Messico, la Thailandia, l'Australia, la Grecia e il Brasile.

## Attori
Fra gli interpreti che si sono succeduti ci sono: Frank Avruch (1966–anni settanta), Bob Bell (1960–1984) e Joey D'Auria (1984–2001). Larry Harmon affermò che più di 200 attori hanno impersonato il clown nel corso dei decenni.

## Personaggio

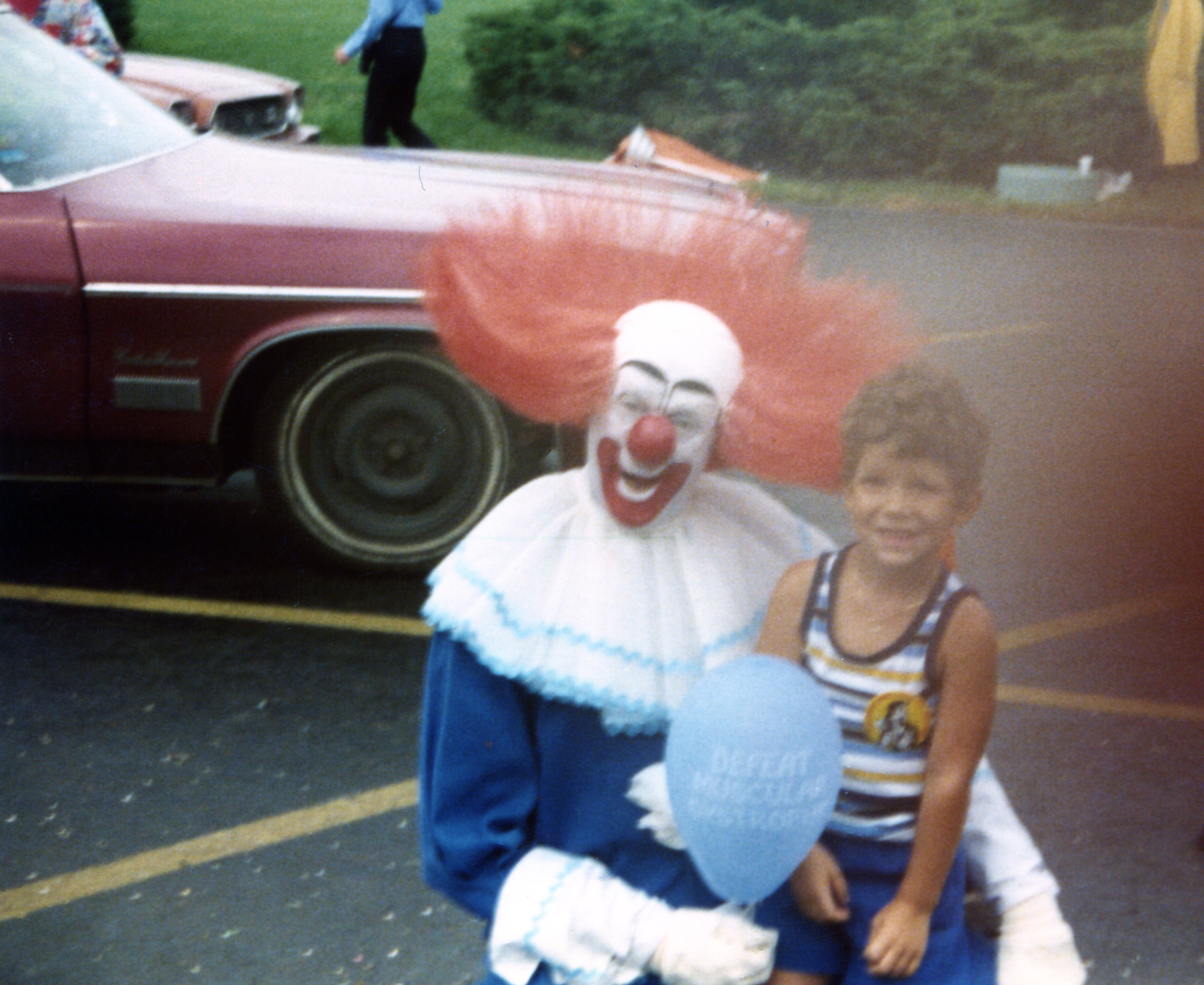
Bozo e un piccolo fan, Chicago (1980)

Bozo è un pagliaccio giocherellone con un abito azzurro, un naso rosso e rotondo, viso bianco, due enormi ciuffi di capelli rossi che gli spuntano dai lati della testa altrimenti calva. Insieme al suo giovane assistente Butch, spesso dà vita ad avventure esilaranti per i più piccini.

## Televisione
Serie animata

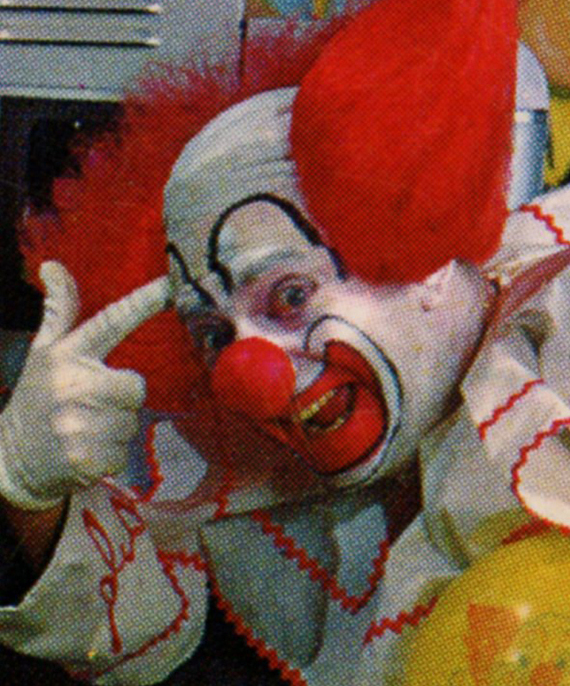
Bozo the Clown sulla WFGA-TV di Jacksonville, Florida (1961)

- Bozo: The World's Most Famous Clown (1958, prodotta dalla Larry Harmon Pictures Corporation). Nel cartone animato Bozo veniva doppiato da Larry Harmon stesso (che aveva impersonato il clown anni addietro). Una serie di corti, basata sulle avventure di Bozo che in compagnia dell'amico Butch, viaggia attraverso l'Altro Spazio portando il buonumore dovunque ce ne sia bisogno.

Elenco degli episodi
- 1.Stormy Knight Fright
- 2.Three Cheers for the Rocketeers
- 3.Bozo Meets The Creepy Gleep
- 4.Six Gun Fun
- 5.Horse Fly In The Sky
- 6.Bozo Meets The Missing Link
- 7.A Slick Trick On Moby Dick
- 8.Dinky Toots His Own Horn
- 9.The Space Ace Saves Face
- 10.Bird Brain Bozo
- 11.Bozo Meets King Glum
- 12.Bozo's First Prize Surprise
- 13.Back To Back With Ack Ack Flack
- 14.Three Cheers For The Rocketeers
- 15.Charley Horse Of Another Color
- 16.Sailing The Sea With South Sea McGee
- 17.Doggone Dog
- 18.Bye Bye Fly Guy
- 19.Sea Serpent Sî ce
- 20.Flying Carpet Capers
- 21.Bozo's Bozomobile
- 22.Yoo Hoo Kangaroo
- 23.Eager Beaver Bozo
- 24.Bozo The Lion Hearted
- 25.Buly For Bozo
- 26.Slippery Bly International Spy
- 27.The Beast With The Least
- 28.Big Deal On A Small Wheel
- 29.Whammy Bammy Al Kazami
- 30.Doubloon Goons
- 31.The Tin Can Man
- 32.Go-Gho Ghosts
- 33.Hot Rod Bozo
- 34.Bear Hunter Bozo
- 35.Bozo The Moon Goon
- 36.Hark Hard The Shark
- 37.Hollywood Holdup
- 38.Funny Fce Ace
- 39.Creepy Teepee
- 40.The Missing Sphinx Of King Jinx
- 41.Please Please Hercules
- 42.Nightmare Scare
- 43.Big Man In Tin Can
- 44.Deep Freeze Squeeze
- 45.Flying Shoes Blues
- 46.Shanghai Shenanigans
- 47.Million Dollar Mutt
- 48.Spy Guy Surprise
- 49.Ill Will Chills
- 50.Sir Bozo And The Fire Breathing Dragon
- 51.Copter Cap Capers
- 52.Bozo Meets Mister Monster

- 53.Bean Stalk Bozo
- 54.Red Riding Hood Hoodwinks
- 55.Chills And Thrills With Boothill McGill
- 56.Admiral Bozo Beats The Fleet
- 57.Oodles Ducks Dille Ma
- 58.Injun Fun
- 59.Trouble Shooter
- 60.Injuneer Bozo
- 61.Goldilocks Yocks
- 62.Mish Mash Lark
- 63.Horse Thief Grief
- 64.Chicken Hearted Bozo
- 65.Good Deed Indeed
- 66.Bulldog Bully
- 67.Yoo-Hoo Uranium
- 68.Space Gun Fun
- 69.Knight Fright Fright
- 70.Go Go Go Bozo
- 71.Wild Hare Scare
- 72.Bowler Bozo
- 73.Bozo And The Corny Sheep
- 74.Termite Fight Fright
- 75.Rootin' Tootin' Six Gun Shootin'
- 76.Gag Bag Bozo
- 77.Bozo In 3-Bear Scare
- 78.Mail Man Mixup
- 79.Bozo's Spunky Monkey
- 80.Paleface Chase
- 81.Killer Diller Miller
- 82.Ship Shape Ship Mates
- 83.Bozo And The Space Pirates
- 84.Creepy Crenshaw Bungling Burglar
- 85.Space Ace Elvis
- 86.Texas Stranger Danger
- 87.Super Duper Trouble Shooter
- 88.Go-Go-Pogo-Pogo
- 89.Big Lab Confab
- 90.Square Shootin' Square
- 91.Car Thief Keith
- 92.Broad Sword Discord
- 93.Big Boo-Boo On A Fast Choo-Choo
- 94.Food Pest Jest
- 95.Bad News Cruise
- 96.Whipper Snapper Snipper
- 97.Tip Top Bell Hop
- 98.Fish Tanks Pranks
- 99.Real Gone Leprechaun
- 100.Lake Resort Sport
- 101.Eagle's Nest Pest
- 102.Rickety Rackety Rocketeer
- 103.Little Naggin' Dragon
- 104.Big Dealer On A Stern Wheeler
- 105.Hop-Chest Quest

- 106.Mill Pond Thrill Chill
- 107.Piggy Bank Prank
- 108.Charter-Service Nerbous
- 109.Sidewalk Peddler's Meddler
- 110.Razzle Dazzle Castle Hassle
- 111.Four Flusher Gusher
- 112.The Big Cake Bake
- 113.Show Biz Whiz
- 114.Papoose On The Loose
- 115.Hurricane Belinda
- 116.Ski Lodge Hodge Podge
- 117.Chicken Burgler Bungler
- 118.Manhunt Stunts
- 119.Big Tree Spree
- 120.Teeny Weeny Meany
- 121.Rockey's Snack Attack
- 122.Fast Pace Sky Chase
- 123.A Glutton For Mutton
- 124.South Of The Border Disorder
- 125.Okey Dokey Hokey Pokey
- 126.Big Flop Train Hop
- 127.Pie In The Eye Guy
- 128.Big Clown Shanke-Down
- 129.Flim-Flam For All Kablam
- 130.All Mind Gold Mine
- 131.Ball Park Lark
- 132.Bozo's Icy Escapade
- 133.High Fly Rug Spy
- 134.Freeloader Railroad
- 135.Gate Crasher Smasher
- 136.Happy-Gas Gasser
- 137.Dance Of The Ants
- 138.Space Gun Fun
- 139.Go-Go Bozo
- 140.Bowler Bozo
- 141.Bozo and the Corny Crow
- 142.Super Salesman Bozo
- 143.Good Luck Duck
- 144.Bo-Peep's Sheep
- 145.Termite Flight Fright
- 146.Mail Man's Mixup
- 147.Bozo's Spunky Monkey
- 148.Paleface Chase
- 149.Ozark Lark

## Curiosità
- Nel 1962, la catena di fast food McDonald's assunse l'attore Willard Scott, che aveva impersonato Bozo il clown per l'emittente WRC-TV di Washington, per interpretare "Ronald McDonald, the Hamburger-Happy Clown" per i loro spot pubblicitari locali. Dopo tre spot, nel 1963 McDonald's rimpiazzò Scott con altri attori e il costume del pagliaccio venne modificato per non assomigliare troppo a quello di Bozo.
- Nel film Mamma, ho riperso l'aereo: mi sono smarrito a New York, il protagonista Kevin riceve come regalo un pupazzo di Bozo gonfiabile.
- Nel film Il cavaliere oscuro nella scena della rapina in banca Joker usa il nome in codice "Bozo".
- Bozo è una fonte di ispirazione per riferirsi al presidente del Brasile, Jair Bolsonaro. Nel 2018 un marchio di abbigliamento l'onora con una camicia che mescolava i due.[1]